# Nemacheilus petrubanarescui
Nemacheilus petrubanarescui är en fiskart som beskrevs av Menon, 1984. Nemacheilus petrubanarescui ingår i släktet Nemacheilus och familjen grönlingsfiskar. IUCN kategoriserar arten globalt som starkt hotad. Inga underarter finns listade i Catalogue of Life.